# Диего Йоренте
Диего Хавиер Йоренте Риос (на испански: Diego Javier Llorente Ríos) е испански футболист роден на 16 август 1993 г., който играе за Реал Бетис на поста централен защитник.

## Клубна кариера
През юли 2002 г., един месец след като е отпразнувал деветия си рожден ден, Йоренте се присъединява към школата на Реал Мадрид. През сезон 2012/13 прави дебют за Реал Мадрид C при равенството 1–1 като гост на Саудал Депортиво в мач от първенството на Сегунда дивисион Б.
На 24 март 2013 г., Йоренте прави дебют с екипа на Реал Мадрид Кастиля, влизайки като резерва на мястото на контузения Иван Гонзалес при домакинската победа с 4–0 над Кордоба.  На 11 май той попада за първи път в групата на първия отбор на Реал Мадрид в мач от Примера дивисион на сезон 2012/13 при гостуването на Еспаньол, но не взима участие. Все пак на 1 юни в последния кръг от същия сезон прави своя официален дебют за първия отбор, влизайки като резерва и заменяйки Алваро Арбелоа в 85-а минута при домакинската победа с 4–2 срещу отбора на Осасуна. На 14 април 2014 г. отново записва участие за първия отбор при домакинската победа с 4–0 над Алмерия, влизайки като резерва на мястото на Фабио Коентрао в 73 минута на срещата.
На 2 декември 2014 г. прави дебют за Купата на краля влизайки като резерва на мястото на Рафаел Варан в 46 минута срещу отбора на Корнея, спечелен с 5–0.

## Национален отбор
Извикан е за първи път в националния отбор на Испания до 20 г. за участието на Световно първенство за младежи през 2013 г. в Турция. Дебютът му в официален мач е в първия мач от груповата фаза, където испанският отбор печели 4-1 срещу отбора на САЩ, влизайки като резерва в 74 минута на срещата.